# 秋葉淳
秋葉 淳（あきば じゅん、1970年 - ）は、日本の歴史学者。東京大学東洋文化研究所教授。
専門はオスマン帝国史で、主に、法制史や教育社会史を研究領域としている。
東京大学教養学部卒業。2002年、東京大学大学院人文社会系研究科アジア文化研究専攻博士課程単位取得退学。2003年、東京大学より博士（文学）の学位を取得（論文：オスマン帝国近代のイスラーム法官 : 任命制度・教育・出自の変容）。

## 著書

### 共著
- 『オスマン帝国史の諸相』鈴木董編，東京大学東洋文化研究所・山川出版社，2012年3月，294-320頁：「オスマン帝国の制定法裁判所制度―ウラマーの役割を中心に」
- 『国民国家の比較史』久留島浩・趙景達編，有志舎，2010年3月，437-453頁：「19世紀オスマン帝国における改革と抵抗—1840–41年のアナトリア」
- Development of Parliamentarism in the Modern Islamic World, ed. Sato Tsugitaka (Tokyo: The Tokyo Bunko, 2009), pp. 176-204: “The Local Councils as the Origin of the Parliamentary System in the Ottoman Empire.”
- 『トルコにおける議会制の展開―オスマン帝国からトルコ共和国へ』粕谷元編，東洋文庫，2007年，95-129頁「オスマン帝国における代議制の起源としての地方評議会」
- Imperiology: From Empirical Knowledge to Discussing the Russian Empire, ed. Kimitaka Matsuzato (Sapporo: Slavic Research Center, 2007), pp. 33-47: “Preliminaries to a Comparative History of the Russian and Ottoman Empires: Perspectives from Ottoman Studies.” PDF
- 『戦争の時代と社会--日露戦争と現代』安田浩・趙景達編，青木書店，2005年，123-142頁：「日露戦争とイエメン-日本とオスマン帝国のアナロジー」
- Frontiers of Ottoman Studies, ed. Colin Imber and Keiko Kiyotaki (London: I. B. Tauris, 2005), vol. 1, pp. 43-60. "From Kadı to Naib: Reorganization of the Ottoman Sharia Judiciary in the Tanzimat Period."